# اتحاد الاسكواتش للسيدات
اتحاد الاسكواتش للسيدات  (بالإنجليزية: Women's Squash Association)‏ ويعرف اختصارا ب WSA هو اتحاد عالمي للاعبات الإسكواتش المحترفات، تأسس في 1983 باسم الاتحاد الدولي للاعبات الإسكواتش (بالإنجليزية: Women's International Squash Players Association)‏، ثم تغير الاسم ابتداءا من 2012 إلى أن توقف الاتحاد رسميا في ديسمبر 2014 بعد اندماجه مع اتحاد الإسكواتش للمحترفين. الاتحاد كان يشبه إلى حد ما رابطة محترفات التنس. أما بطولة الاتحاد المعروفة باسم دورة الدولية (بالإنجليزية: WSA World Tour)‏ هي من أكثر 100 حدث رياضي متابعة في العالم.
يضم الاتحاد أكثر من 250 لاعبة حول العالم، ويصدر عن الاتحاد تصنيف عالمي بشكل شهري لتصنيف الرياضيات حسب مستواهن. آخر من ترأست الاتحاد هي الأسترالية كازي براون..
يهدف التحاد إلي لفت نظر السيدات لرياضة الإسكواتش وجعلهن محرفات، كما يرمي إلى التعريف بهذه الرياضة للعالم وإضفاء أهمية عليها.

## بطولات الاتحاد
للاتحاد عدة بطولات تختلف حسب الفئة العمرية والجوائز المالية، وتكون هذه البطولات أضلاع دورة WSA العالمية، فيما يلي أسماء البطولة حسب المستويات:

### المستوى المبتدأ
- النجمات الناشئات (بالإنجليزية: Rising Star)‏: للاعبات أقل من 19 سنة، وهي بطولات إقليمية ووطنية فقط يمكن للفائزة بها الحصول على نقاط التصنيف.
- التحدي (بالإنجليزية: Challnenger)‏: تتراوح جوائزها بين 500$ و 3999$ إضافة إلى نقاط تصنيف.
- التحدي السوبر (بالإنجليزية: Super Challnenger)‏: بطولات وطنية ودولية جوائزها تبتدأ من 5000$ وأكثر، إضافة إلي 5 نقاط تصنيف.

### بطولات دورة WSA
- دورة WSA 5: جوائزها بين 5000$ و 9999$.
- دورة WSA 10: جوائزها بين 10000$ و 14999$.
- دورة WSA 15: جوائزها بين 15000$ و 24999$.

### بطوالات WSA الفضية والذهبية

#### سلسلة بطولات WSA
تتنافس فيها أكثر اللاعبات تصنيفا، وهي أكتبر البطولات من حيث الجوائز المالية حيث تنقسم الجوائز إلى قسمين:
- سلسلة WSA الذهبية جائزتها 60000$
- سلسلة WSA البلاتينية: جائزتها 80000$

#### بطولة العالم
تشارك في اللاعبات الثمانية الأعلى تصنيفا ضمن مجموعتين من 4 لاعبات، ويلعبن بنظام دورة روبن، المتصدرتين لكل مجموعة بتأهل إلى نصف النهائي، والبطلة تصبح بطلة العالم للاسكواتش.

## تصنيف الاتحاد
في كل شهر يصدر عن الاتحاد تصنيف جديد للاعبات حسب تقدم مستواهن في المنافسة:
| الترتيب | اللاعبة       | الدولة    |
| 1       | نور الشربيني  | مصر       |
| 2       | رنيم الوليلي  | مصر       |
| 3       | نور الطيب     | مصر       |
| 4       | جويل كينغ     | نيوزيلندا |
| 5       | نوران جوهر    | مصر       |
| 6       | كاميل سيرم    | فرنسا     |
| 7       | لاورا مسارو   | إنجلترا   |
| 8       | سارة جان بيري | إنجلترا   |
| 9       | نيكول دايفيد  | ماليزيا   |
| 10      | أليسون واترز  | إنجلترا   |